# 童君美
童君美（1938年5月—1996年3月28日），女，湖北黄陂人，中国工程师，武汉钢铁公司经济研究中心研究员，曾任第八届全国政协委员。